# Les Contes de la forêt verte
 (juin 2015).
Si vous disposez d'ouvrages ou d'articles de référence ou si vous connaissez des sites web de qualité traitant du thème abordé ici, merci de compléter l'article en donnant les références utiles à sa vérifiabilité et en les liant à la section « Notes et références ».
Les Contes de la forêt verte (山ねずみロッキーチャック, Yama nezumi Rokkī Chakku, littéralement, « Rocky Chuck, le rat de la montagne ») est une série télévisée d'animation de 52 épisodes créée par le studio Zuiyo Eizo (futur Nippon Animation) et inspirée de plusieurs livres de l'auteur Thornton W. Burgess publiés dans les années 1910 et 1920. La série a d'abord été diffusée au Japon sur Fuji Television du 7 janvier au 30 décembre 1973, puis dans plusieurs autres pays comme l'Allemagne (sur Bayerischer Rundfunk), l'Espagne (TVE), la Roumanie (TVR 1), le Portugal (RTP), le Venezuela (VTV), et Hong Kong.
Au Canada, elle a été diffusée en anglais à partir du 18 septembre 1979 sur TVOntario, et en français à partir du 19 décembre 1981 à la Télévision de Radio-Canada puis rediffusée à partir du 14 mars 1987 sur TVJQ et à partir du 1er septembre 1988 sur Canal Famille.
Au France, elle a été diffusée à partir du Mars 1982 sur Antenne 2. diffusée à partir du août 1983 sur FR3.

## Synopsis
La série raconte les aventures de Toubon (Rocky Chuck en VO), une marmotte, et de son camarade Bichon (Polly) dans la Forêt Verte. Ils sympathisent avec leurs voisins et tous travaillent main dans la main pour éviter les attaques des différents prédateurs, tels que l'homme, les belettes et les renards.

## Personnages
- Toubon (Rocky Chuck, une marmotte)
- Bichon (Polly Chuck)
- Garenne (Peter Rabbit, un lapin)
- Blabla (Sammy, un Geai bleu)
- Josie, une loutre
- Tupudu (Jimmy, une moufette)
- Killo (Bobby Raccoon, un raton-laveur qui porte un pantalon jaune et des bretelles dans la série d'animation)
- Mr. Drix (Bob the Quail)
- Noisette (Chatterer the Squirrel, un écureuil)
- Balourd (Buster Bear, un ours noir)
- Leroux (Reddy Fox, un renard)
- Mémé (Granny Fox, un renard)
- Didi (Wild Mouse Danny, une souris)
- Rocky-papa
- Rocky-mama
- Johnny Chuck
- Père Grenouillard (Grandpa Frog, une grenouille)
- Fidel Castor (Paddy Beaver, un castor)

## Voix québécoises
- Claudine Chatel : Noisette / Germaine / Mémé
- Claudie Verdant : Bichon
- Jean Fontaine : Garenne
- Yves Corbeil : Blabla
- Flora Balzano : Toubon
- Julien Bessette : Balourd / Grenouillard / Le Roux / Le Serpent
- Daniel Lesourd : Tupudu

 Source et légende : version québécoise (VQ) sur Doublage.qc.ca